# トランジスタ・コンピュータ一覧

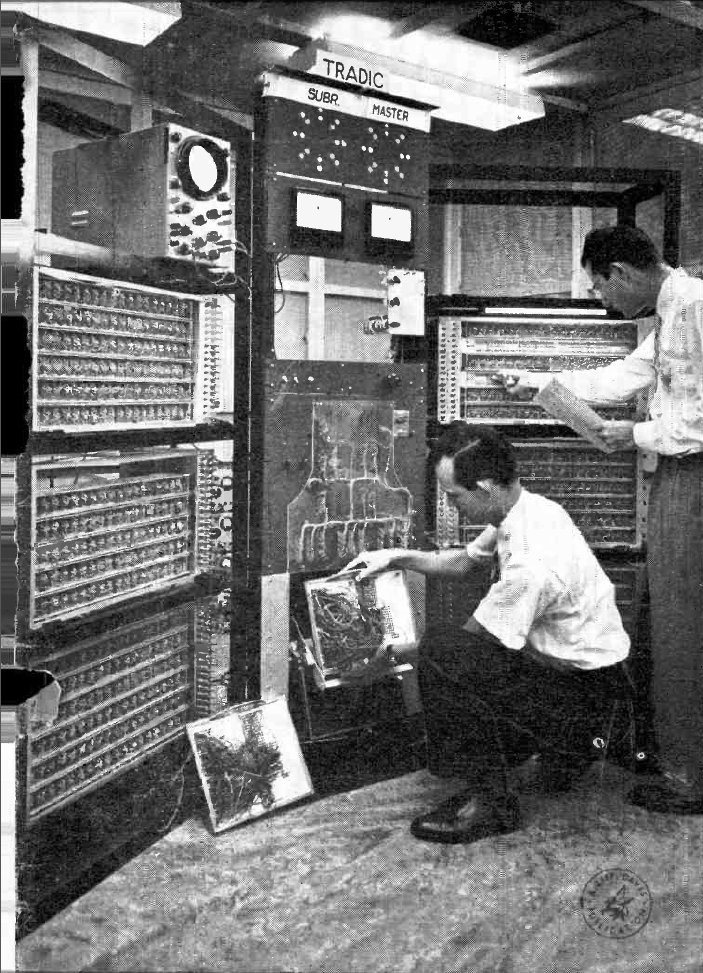
TRADIC

トランジスタ・コンピュータとは、第二世代コンピュータとも言い、集積回路ではない個別のトランジスタを主要な論理素子として使用したコンピュータである。個別のトランジスタは、信頼性の高いトランジスタが経済的に入手できるようになった1960年頃から、1970年代にモノリシック集積回路に置き換えられるまで、コンピュータの論理設計においては一般的だった。この一覧は、稼働年または顧客への納入年の順に掲載している。発表されたが完成しなかったコンピュータは含まれていない。非常に初期のトランジスタ・コンピュータの中には、電源や補助機能のために真空管を使用していたものもある。

## 1950年代

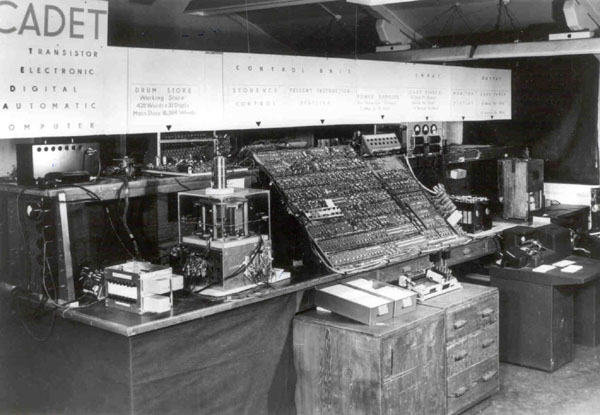
Harwell CADET

### 1953年
- マンチェスター大学 トランジスタ・コンピュータ - 1953年に試作機作成。1955年にフル機能版作成。実験用。

### 1954年
- ベル研究所 TRADIC（英語版）  - アメリカ空軍向け。

### 1955年
- Harwell CADET（英語版）  - 1955年2月に公開。一点物の科学向けコンピュータ。

### 1956年
- 電気試験所 ETL Mark III - 実験用。1954年に開発を開始し、1956年に完成[2]。日本初のトランジスタ使用のプログラム内蔵方式コンピュータ[3][4][5]。
- マサチューセッツ工科大学 TX-0
- Metrovick 950（英語版）

### 1957年
- バロース アトラスミサイル誘導用コンピュータ MOD1, AN/GSQ-33
- Ramo-Wooldridge RW-30 - 航空機搭載コンピュータ[6][7]
- UNIVAC TRANSTEC[8] - アメリカ海軍向け。
- UNIVAC ATHENA（英語版） - アメリカ空軍ミサイル誘導用（地上管制）
- IBM 608（英語版） - トランジスタ計算機（これに先立ち、1954年10月にIBM 604を完全トランジスタ化したプロトタイプが作成された）。1955年に発表、1957年12月に発売。
- 電気試験所 ETL Mark IV

### 1958年

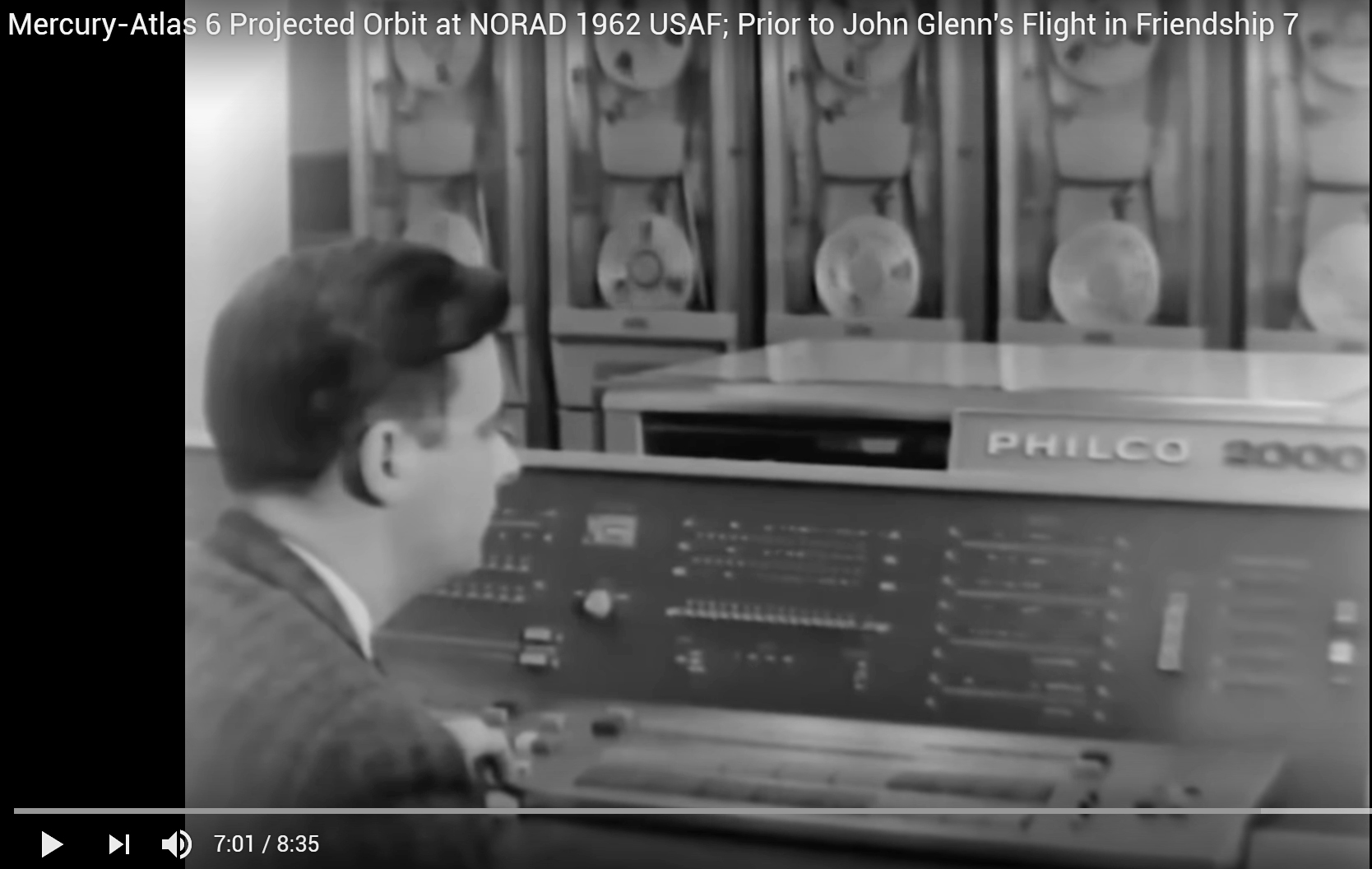
Philco 2000

- Electrologica X1（英語版）
- TX-2
- UNIVAC Solid State（英語版）
- フィルコ（英語版） Transac S-1000 - 科学向けコンピュータ
- フィルコ Transac S-2000 - データ処理コンピュータ[9]
- Mailüfterl（英語版）
- RCA 501（英語版） - 商用機を意図していたが、実際には軍用として使用された
- シーメンス System 2002[10][11] - 試作機は1956年に稼働。1号機は1958年に稼働[12]。

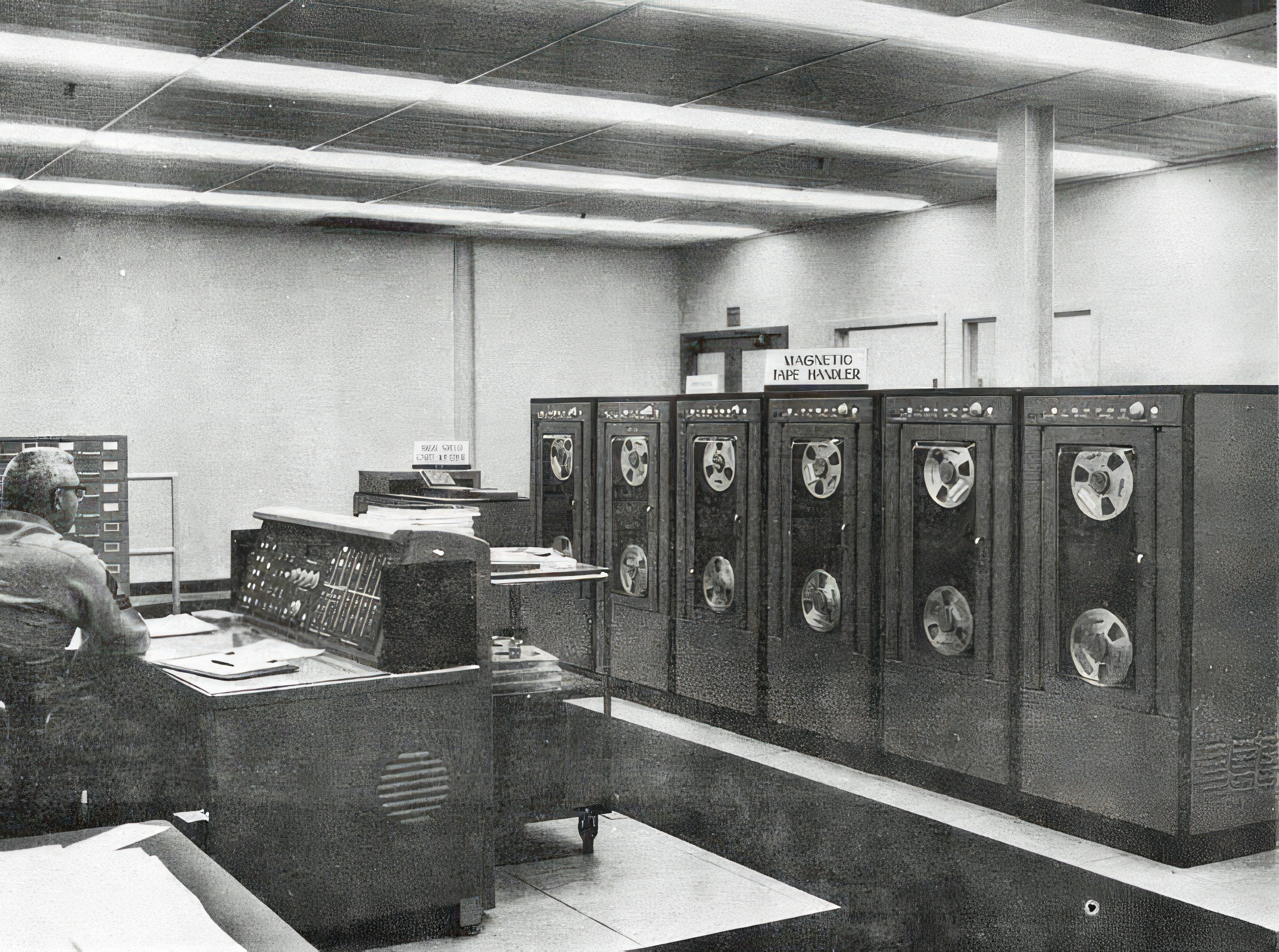
NCR 304

- 日本電気 NEAC-2201
- 北辰電機製作所 HOC-100

### 1959年

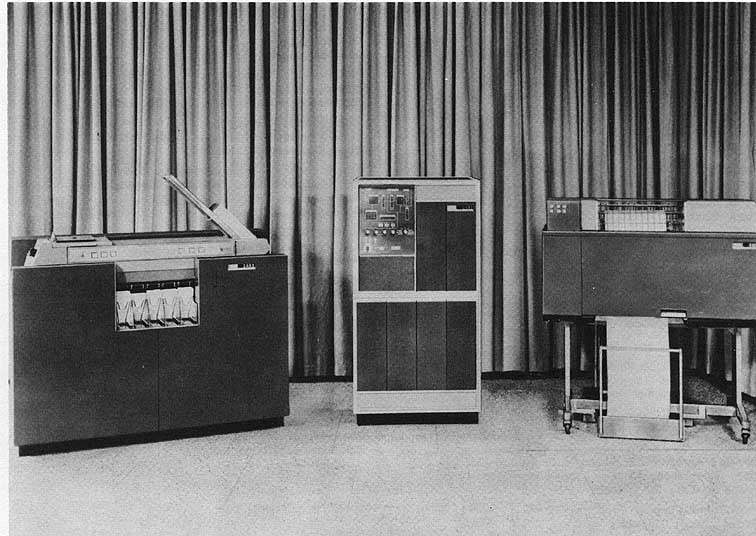
IBM 1401

- NCR 304（英語版） - 1957年に発表。1959年に初納入。
- Olivetti Elea（英語版） 9003
- MOBIDIC（英語版）
- IBM 7090
- IBM 1401
- IBM 1620
- EMIDEC 1100（英語版）
- TRW RW-300[13]
- PDP-1
- Standard Elektrik Lorenz SEL ER 56[14][15][16]
- 日立製作所 HITAC 301
- 松下通信工業 MADIC-1

## 1960年代

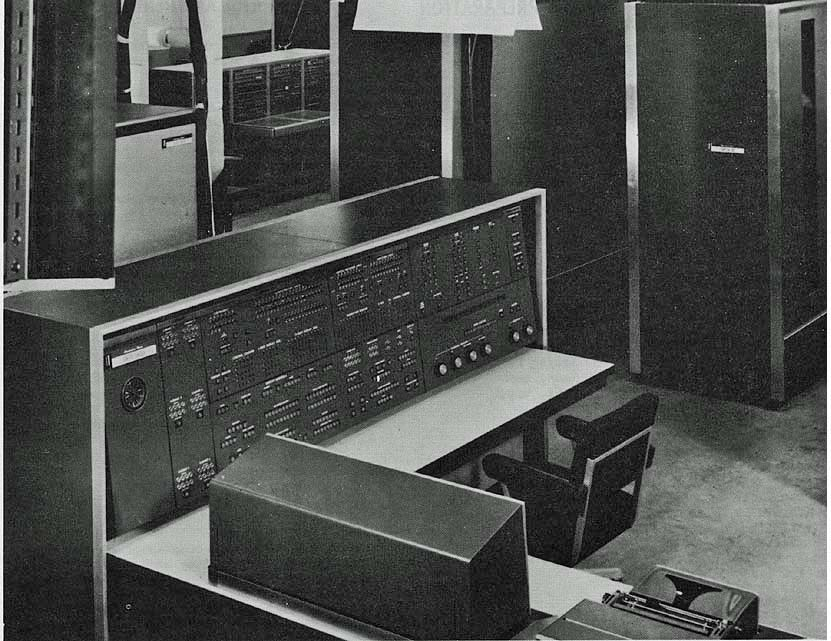
UNIVAC LARC

### 1960年
- AEI 1010[17]
- Honeywell 200
- Honeywell 800（英語版） - 1960年に初導入
- UNIVAC LARC
- CDC 1604（英語版）
- CDC 160A（英語版）
- データサーブ D2
- DRTE（英語版） - 実験用
- Elliott 803（英語版）
- AN/FSQ-32（英語版） (IBM 4020)
- AN/FSQ-31V（英語版）
- IBM 7070
- 電気試験所 ETL Mark V
- 三菱電機 MELCOM 3409
- Clary DE-60（英語版）
- Monrobot XI（英語版）
- パッカードベル PB 250（英語版）[18][19][20]

### 1961年
- プレッシー（英語版） xL4
- MANIAC III（英語版）
- CAB500（英語版）
- LEO III

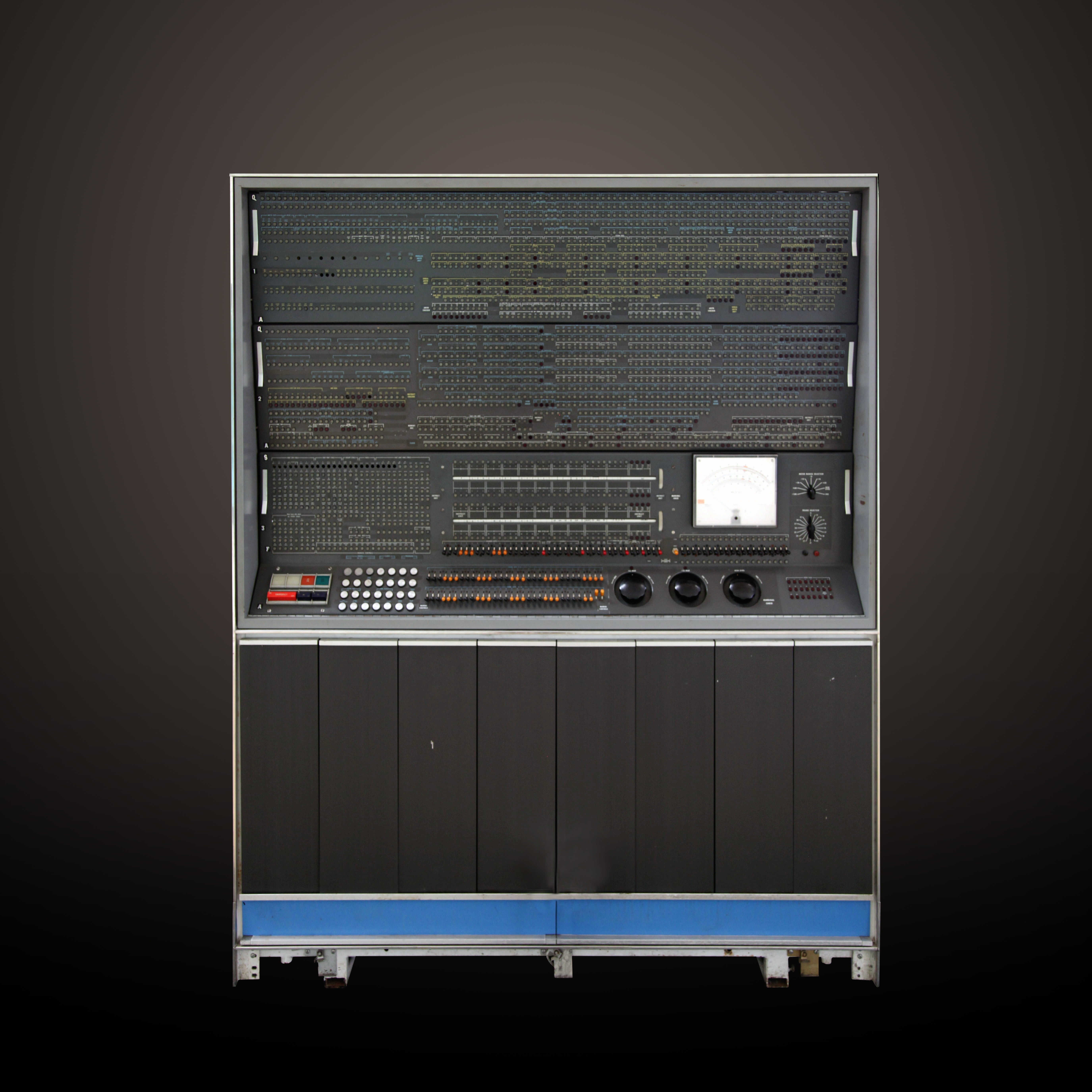
IBM 7030

- イングリッシュ・エレクトリック KDP10（英語版）
- Bendix G-20（英語版）
- NEC NEAC-2205
- 富士通 FACOM 222
- GE-200シリーズ
  - GE-225 1961
  - GE-215 1963
  - GE-205,235 1964
- DATANET-30（英語版）
- IBM 7030 Stretch
- ツーゼ Z23（英語版）
- IBM 7080
- IBM 1710
- 松下通信工業 MADIC IIA
- TRW-130（AN/UYK-1）[21] - トランシットによる潜水艦航行システムに使用
- Regnecentralen（英語版） GIER[22][14]
- ウノケ電子工業 USAC 5010/3010

### 1962年
- フィルコ 212
- Atlas
- ASC-15
- ICT 1301（英語版）
- ILLIAC II
- UNIVAC 1107
- IBM 7094
- オートネティクス（英語版） D-17B（英語版）

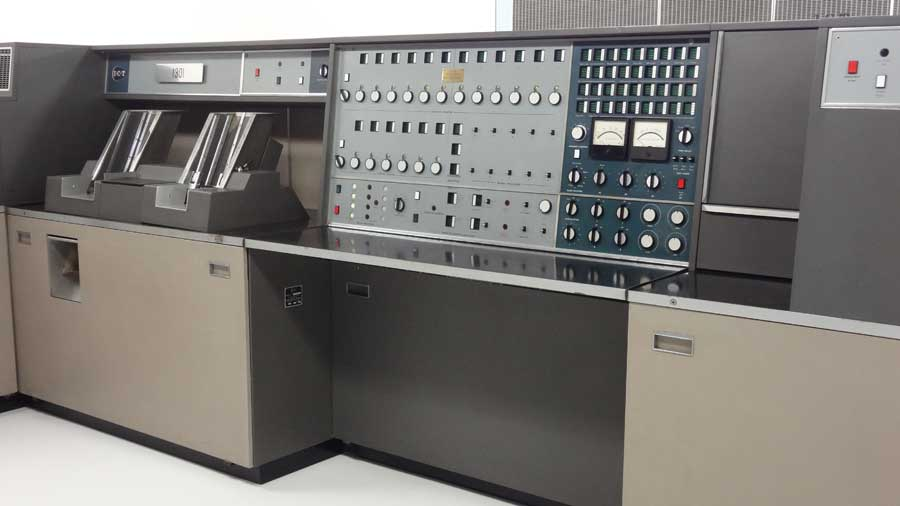
ICT 1301

- Royal Radar Establishment Automatic Computer（英語版）
- テレフンケン TR4
- TRW RW-400 (AN/FSQ-27)[23][24][25][26]
- SDS 9シリーズ（英語版）
  - SDS 910
  - SDS 920
- Odra 1002（英語版）
- Ferranti Argus（英語版） - 1962年に初納品。1963年にArgus 200に改称。
- リブラスコープ（英語版） L-2010

### 1963年
- Librascope LGP-21
- IBM 7040、IBM 7044

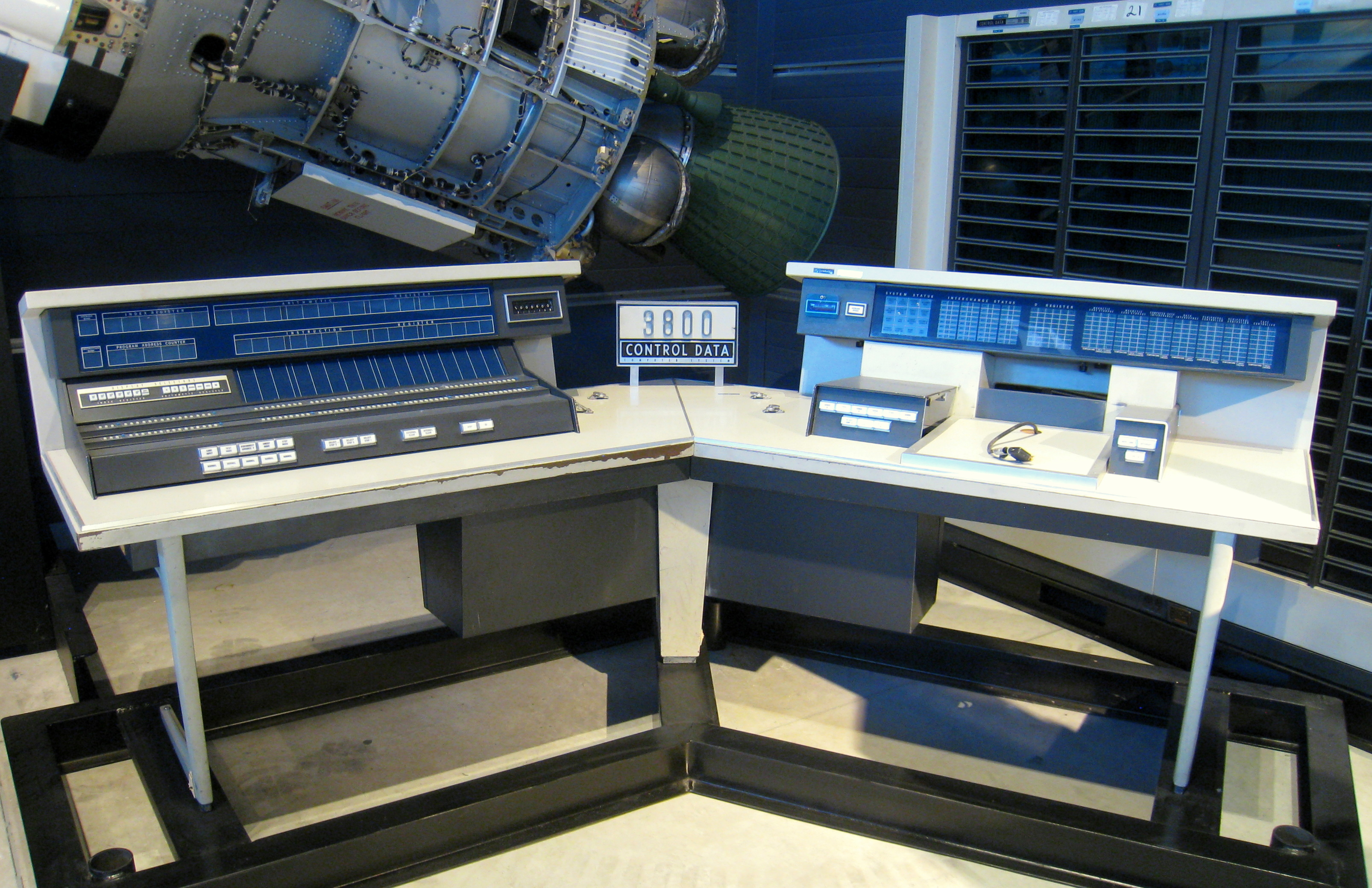
CDC 3800

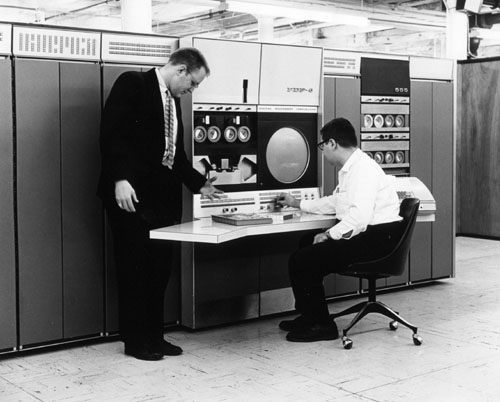
PDP-6

- CDC 3000シリーズ（英語版）(1963-1967)
- エリオット 503（英語版）
- Ferranti-Packard 6000（英語版）
- Ferranti Argus（英語版） 100
- UNIVAC 418（英語版）
- SDS 9300（英語版）
- BESM 3M、BESM 4（1963年頃）
- Siemens 3003[27]
- Launch Vehicle Digital Computer（英語版）(LVDC) - サターンVロケットに搭載された制御用コンピュータ

### 1964年

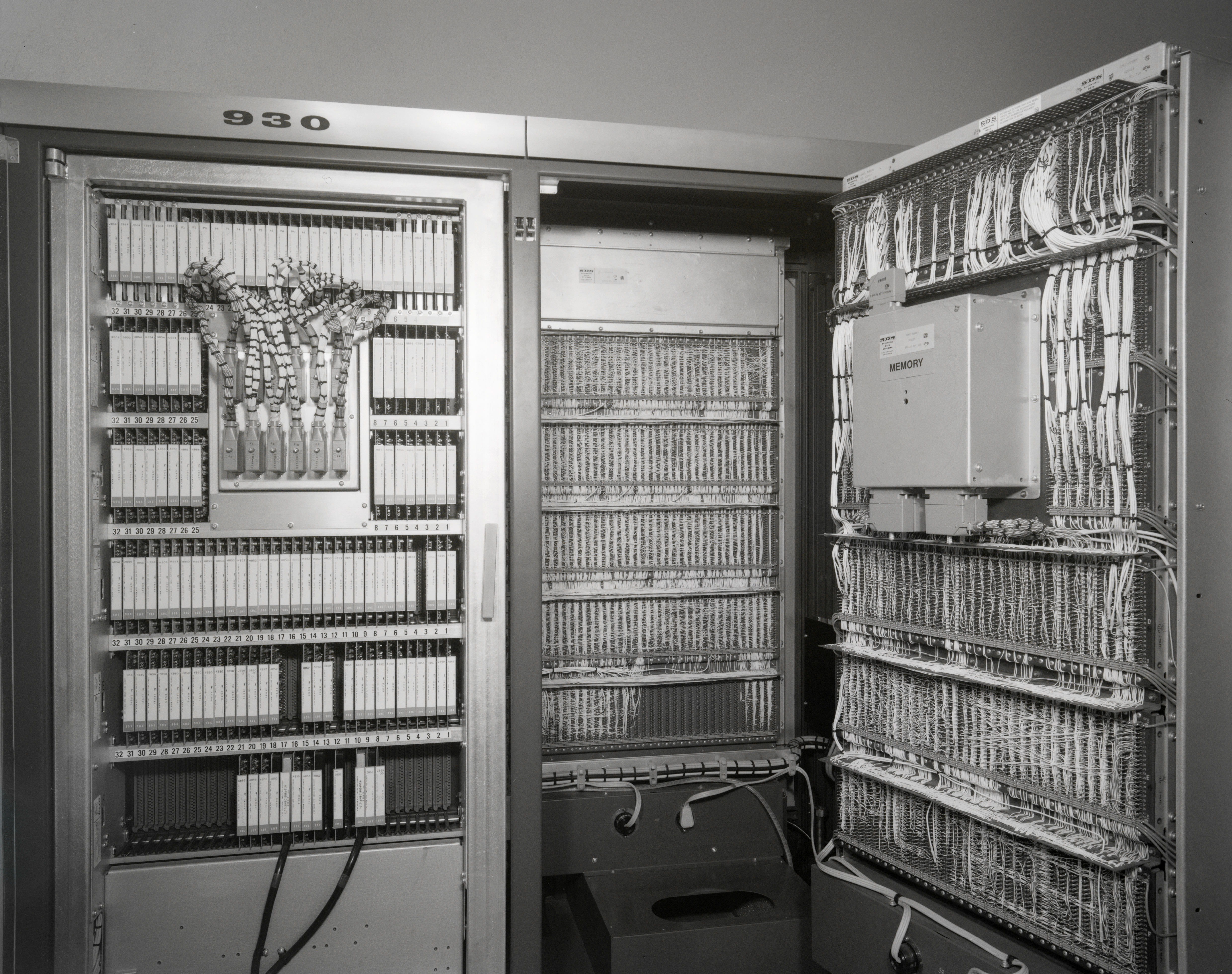
SDS 930

- IBM 7094 II
- GE-400シリーズ（英語版）
- English Electric KDF8（英語版）
- English Electric KDF9（英語版）
- SDS 925
- SDS 930（英語版）
- CDC 6600
- タイタン (1963年のコンピュータ)（英語版） (Atlas 2)
- バンカーラモ（英語版） BR-133[28] aka AN/UYK-3[29]
- UMC-10（英語版）
- PDP-6

### 1965年
- GE-600シリーズ（一部集積回路使用）
- NCR 315-RMC（英語版）
- PDP-8 & 8S (1965 & 1966)[30]

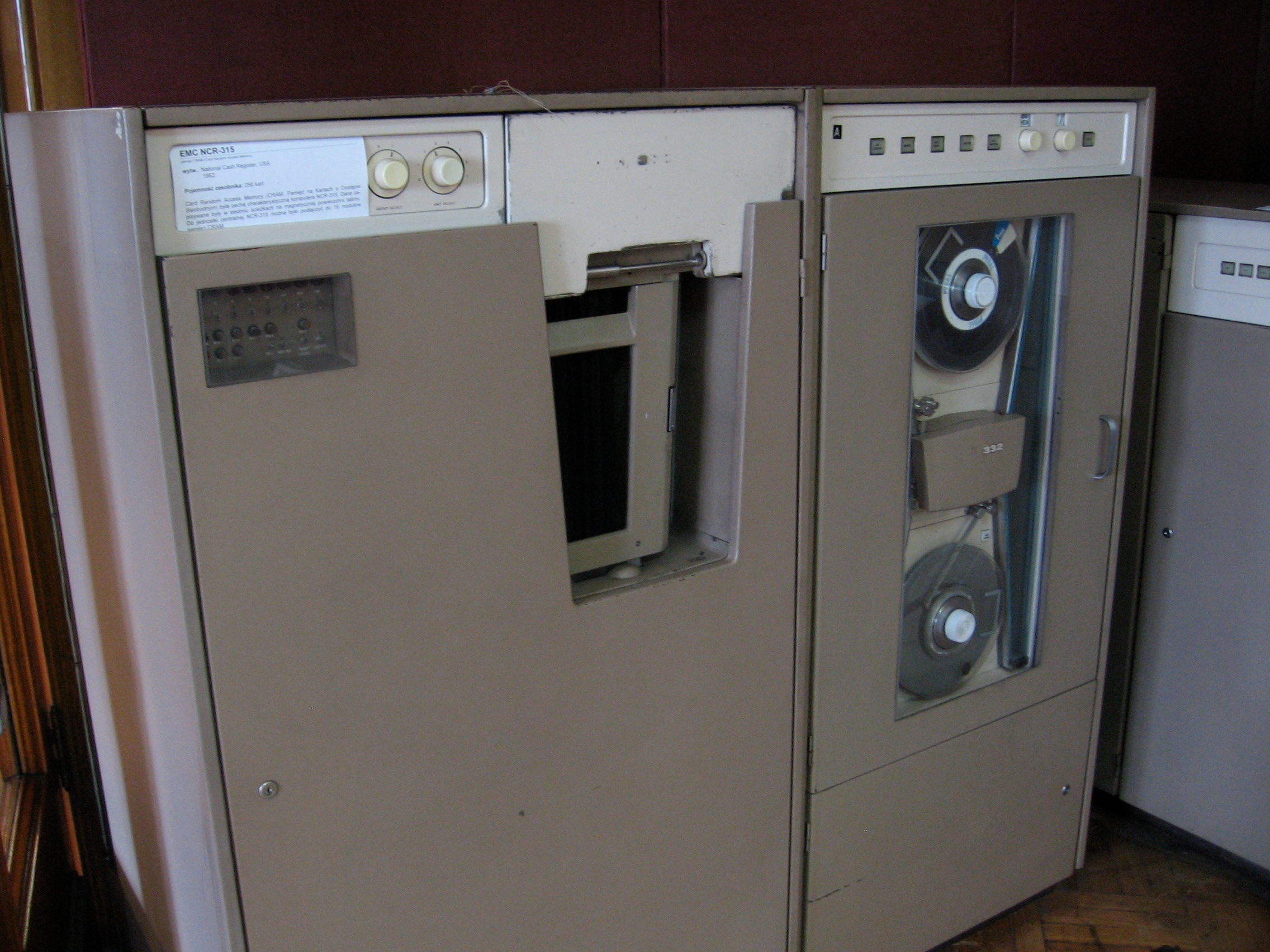
NCR 315

- IBM System/360 family, 14 models (1965-1971). Used IBM SLT[31] hybrid circuits.
- IBM 1130 - ハイブリッド集積回路(IBM SLT）を使用した、当時のIBMで最も安価なコンピュータ[31]
- IBM M44/44X（英語版）
- SDS 940
- TRASK（英語版） - トランジスタ版のBESK
- Model 109-B（英語版）
- ウラルシリーズ（英語版）(1965-1969)[32][33][34]
- Fabri-Tek BI-TRAN SIX Computer Educational System[35][36][37][38][39]
- Computer Control DDP-116 & 124
- Marconi Myriad（英語版） I

### 1966年

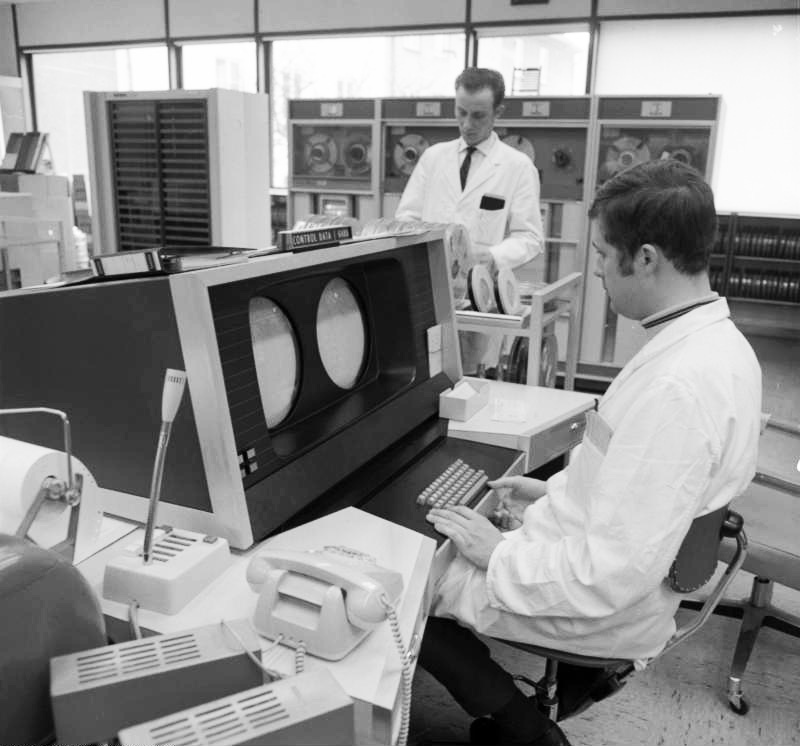
CDC 6400

- CDC 6400（英語版）（1966年6月）

### 1967年
- CER-22（英語版）
- D4a  - 1963年にドレスデン工科大学で組み立てられたコンピュータ[NB 1]。1967年からCellatron 8201として製造された[NB 2][40][41][42][43][44]

### 1968年
- PDP-10（初期モデルのみ。後のバージョンではICが使用された）
- SDS 945
- BESM-6（初期モデルのみ。後のバージョンではICが使用された）
- モスクワ電力工学研究所 M-54[45]
- Digico（英語版） Micro 16]

### 1969年
- CDC 6700（英語版）
- CDC 7600
- GE 105（英語版）
- GE-615
- UNIVAC 1106（英語版）
- UNIVAC 400
- PDP-12